# Румянцев, Геннадий Яковлевич
Генна́дий Я́ковлевич Румя́нцев (род. 9 января 1929) — советский и российский физик. Главный научный сотрудник Физико-энергетического института. Доктор физико-математических наук (1994).

## Биография
Родился 9 января 1929 года в городе Гусь-Хрустальный (Владимирская область).
Окончил Гусевский стекольный техникум по специальности «механическое оборудование стекольных заводов» (1947), Московский механический институт по специальности «проектирование и эксплуатация физических приборов и установок» (1953), и заочную аспирантуру при ФЭИ по специальности «теоретическая и математическая физика» (1960).
С 1953 года работал в ФЭИ: инженер, младший и старший научный сотрудник, ведущий и главный научный сотрудник.
В 1962 году в МИФИ защитил кандидатскую диссертацию «Метод сферических гармоник и теория переноса нейтронов в Р2-приближении» по специальности «теоретическая и математическая физика».
В 1994 году защитил диссертацию на соискание учёной степени доктора физико-математических наук по теме «Обобщенные распределения нейтронов».
С 1953 года по совместительству - ассистент, старший преподаватель, доцент, профессор кафедры физики реакторов Обнинского филиала МИФИ.
Награждён медалями «За трудовую доблесть» (1981), «Ветеран труда» (1989), знаком «Ветеран атомной энергетики и промышленности» (2005).

### Монографии
- Румянцев Г. Я. Расчёт ядерного реактора на тепловых нейтронах. — М.: Атомиздат, 1967. — 117 с.
- Румянцев Г. Я. Линейно-алгебраическая теория переноса нейтронов в плоских решётках. — М.: Атомиздат, 1979. — 223 с.
- Румянцев Г. Я. Обобщённые распределения нейтронов. — М.: Энергоатомиздат, 1989. — 295 с.
- Румянцев Г. Я. Расчет нестационарного распределения нейтронов в приближении «мгновенного скачка». — Обнинск: ФЭИ, 1995. — 24 с.
- Румянцев Г. Я. Проекционный метод решения неоднородных задач в подкритических реакторах. — Обнинск: ФЭИ, 1997. — 23 с.
- Грабежной В. А., Румянцев Г. Я. Применение метода вероятностей первых столкновений в канальной теории защиты от излучения. — Обнинск: ФЭИ, 1998. — 20 с.

### Учебные пособия
- Румянцев Г. Я., Украинцев В. Ф. Физический расчёт ядерного реактора на тепловых нейтронах: Учебное пособие для курсового проектирования по курсу «Физика реакторов» / Обнинский институт атомной энергетики, Физико-энергетический факультет. — Обнинск: ИАТЭ, 1995. — 39 с.
- Румянцев Г. Я., Тошинский Г. И. Физика и динамика ядерных реакторов: Учебное пособие / Обнинский институт атомной энергетики, Физико-энергетический факультет. — Обнинск: ИАТЭ, 2006. — 210 с.